# Suiza en los Juegos Olímpicos de San Luis 1904
Suiza estuvo representada en los Juegos Olímpicos de San Luis 1904 por un total de 2 deportistas que compitieron en 2 deportes.  

## Medallistas
El equipo olímpico suizo obtuvo las siguientes medallas:
| Nombre         | Deporte            | Competición              |
| -------------- | ------------------ | ------------------------ |
| Oro            |                    |                          |
| Adolf Spinnler | Gimnasia artística | Triatlón M               |
| Plata          |                    |                          |
| —              |                    |                          |
| Bronce         |                    |                          |
| Adolf Spinnler | Gimnasia artística | Concurso completo ind. M |